# Арнолд II фон Ленцбург
Арнолд II фон Ленцбург (на немски: Arnold II Graf von Lenzburg; * ок. 1052; † ок. 22 януари 1130 в Ленцбург в Ааргау, Швейцария) е граф на Ленцбург в Ааргау и в Цюрихгау и Баден, Швейцария. Император Хайнрих V го прави фогт на църквата в Цюрих през 1127 г. От него произлизат „графовете на Баден“ в Швейцария.

## Произход и наслество
Той е син на граф Улрих II фон Ленцбург († сл. 1077) и съпругата му Рихенца фон Хабсбург († сл. 27 май 1106), дъщеря на граф Радебото фон Хабсбург († 1045) и Ита фон Лотарингия (* 23 юли 995, † сл. 1035), дъщеря на херцог Фридрих I от Горна Лотарингия и Беатрис Френска. Роднина е на Хайнрих фон Ленцбург († 1051/1056), епископ на Лозана (1039 – 1051/1056).
Брат е на Улрих IV († 1101), граф в Ааргау 1086/1101 г., и на Рудолф фон Ленцбург († 1133), граф на Ленцбург-Баден.
След смъртта на баща му Улрих II след 1077 г. фамилията се разделя на две линии. Графовете фон Ленцбург, които произлизат от брат му Рудолф I поемат собственостите в южен Ааргау и във вътрешна Швейцария, а графовете фон Баден, които произлизат от Арнолд II, поемат собственостите в Цюрихгау. Главната им резиденция е замък Щайн в Баден. Клонът Баден е тясно свързан с Хоенщауфените. Император Фридрих I Барбароса им дава също графства в Италия.
Със смъртта на син му Арнолд IV през 1172 г. собственостите на линията отиват на граф Хартман III фон Кибург-Дилинген, съпругът на дъщеря му Рихенца.

## Фамилия
Арнолд II фон Ленцбург се жени за Хемма († сл. 1127) и има четирима сина:
- Улрих V фон Баден († 21 февруари 1133), граф на Баден и в Цюрихгау 1130 г.
- Арнолд IV фон Баден († 5 септември 1172), граф на Баден и Цюрихгау, женен за дъщеря на маркграф Херман II фон Баден († 1130); баща на:
  - Рихенца фон Баден († ок. 24 април 1172), омъжена за граф Хартман III фон Кибург-Дилинген († сл. 22 август 1180)
- Вернер фон Баден († 3 юли сл. 1159), граф на Баден
- Куно фон Баден († 5 януари 1168/1169), граф в Цюрихгау 1167 г., женен за Аделхайд фон Щефлинг, дъщеря на ландграф Ото II фон Щефлинг († 1175) и Аделхайд фон Вителсбах (* ок. 1150).